# Hot Vidéo
Hot Vidéo és una revista pornogràfica francesa, creada el juny de 1989 per Franck Vardon. Publicada originalment per l'empresa VCV Communication, l'empresa va ser adquirida el 2016 per Jacquie et Michel.

## Història
La revista "Hot Vidéo" va ser creada el juny de 1989 per Franck Vardon, fundador de VCV Communication. L'objectiu és oferir als professionals francesos de la indústria del cinema pornogràfic una revista comparable a les que ja estan disponibles per a la premsa cinematogràfica tradicional (Première, Studio, Vidéo 7, Les Cahiers du Cinéma, etc) i descobrir les seves produccions al gran públic.
La revista es posiciona com un magazín d'informació i no sols com una revista d'exhibició; aquesta especificitat va provocar el seu èxit des dels primers números, malgrat la desconfiança dels productors de pel·lícules X, que no estaven acostumats a la cobertura mediàtica. Des dels primers números, la revista compta amb un autèntic equip de periodistes i fotògrafs que recorren el món per investigar el mercat del porno, donar als lectors ressenyes detallades de les rodatges o entrevistar professionals del gènere, actrius, actors, directors o productors.
El 1992, Franck Vardon va anunciar la creació de la cerimònia dels Hot d'Or, una contrapartida francesa de la famosa cerimònia nord-americana dels Premis AVN, creats el 1982 per la revista homònima de Paul Fishbein. L'èxit dels Hot d'Or superarà ràpidament el de la revista, que n'és l'instigadora i organitzadora. Cada any durant deu anys, el Hot d'Or se celebrarà a Canes al maig, juntament amb el prestigiós Festival de cinema, per destacar i premiar els professionals del cinema X, convertint-se en un dels esdeveniments populars de promenade de la Croisette.
En pocs anys, Hot Vidéo es va convertir en el referent en pel·lícules porno, donant al gènere una llum inusual que ajudarà a conduir-lo cap a un cert reconeixement mediàtic. A la dècada del 1990 la revista dona suport a les actrius pornogràfiques i participa activament de la notorietat assegurant-ne la promoció a les seves pàgines. Coralie, o fins i tot Clara Morgane deuen una gran part de la seva celebritat a la revista.
El 1995, Franck Vardon va crear el "Salon de la Vidéo Hot" a París. La llicència "Hot Video" es va enriquir posteriorment amb "espots" de prestigi, com ara Roma i Madrid el 1996, i Atenes el 2003.
El títol insígnia de VCV Communication canvia el seu nom comercial de Hot Vidéo, l’officiel de la vidéo chaude a Hot Vidéo, le magazine officiel de la vidéo X et du DVD, le plus vendu en Europe. El 2001, el grup VCV va diversificar les seves activitats produint la seva primera pel·lícula porno,  La Fille du batelier, dirigida per Patrice Cabanel. A partir de febrer de 2005 la revista s'acompanya d'un DVD que inclou una pel·lícula "gratuïta", el primer opus de la qual és  Fashionistas  de John Stagliano. El 2007 VCV va produir Le Camping des foutriquets, realitzada per Yannick Perrin, un dels pressupostos més grans del cinema pornogràfic francès (120.000 euros), el DVD del qual ve amb el número de juliol-agost de 2007.
En els anys 2000-2010, en no haver negociat el punt d'inflexió d'Internet, el títol és víctima d'una caiguda de vendes. Els Hot d'Or van ser abandonats després de la cerimònia del 2001, i només van fer un retorn efímer el 2009, amb motiu del vintè aniversari de la revista. De les aproximadament 50.000 còpies venudes l'any 2011, la revista va baixar el 2016 als 11.000 exemplars venuts al mes.
Entre 2010 i 2012, Hot Video va estar involucrat en una polèmica amb la Federació Nacional de Bombers de França (FNSPF), que va acusar la revista de difamació i insult amb relació a un article titulat "Enquête vérité sur le sexe et les pompiers". El cas va ser finalment arxivat al jutjat.

Després de la mort de Franck Vardon el gener de 2014, la seva dona Tabatha Cash es va fer càrrec de la direcció de la revista durant un temps per millorar-ne la situació financera. L'empresa tenia divisions: revista, TV, web, mòbil i VOD.
A finals de 2016, l'empresa va ser comprada per Jacquie et Michel, que tenia previst mantenir la marca però canviar a una periodicitat bimensual per garantir-ne la rendibilitat. Finalment, la revista reprèn el seu ritme mensual.